# Astragalus dipelta
Astragalus dipelta es una especie de planta del género Astragalus, de la familia de las leguminosas, orden Fabales.

## Distribución
Astragalus dipelta se distribuye por Turkmenistán, Uzbekistán, Kazajistán, Tayikistán, Kirguistán, Irán y Afganistán (Badakshan, Baglán, Balkh y Takhar).

## Taxonomía
Fue descrita científicamente por Bunge. Fue publicada en Trudy Imperatorskago S.-Peterburgskago Botaniceskago Sada 7: 368 (1880).
Sinonimia
- Tragacantha turkestanica (Regel & Schmalh.) Kuntze
Dipelta turkestanica Regel & Schmalh.
Didymopelta turkestanica (Regel & Schmalh.) Regel & Schmalh.